# Tecticeps convexus
Tecticeps convexus là một loài chân đều trong họ Tecticipitidae. Loài này được Richardson miêu tả khoa học năm 1899.